# Donna Peters
Donna Peters es una deportista estadounidense que compitió en triatlón y duatlón. Ganó dos medallas de plata en el Campeonato Mundial de Duatlón en los años 1990 y 1991, y una medalla de bronce en el Campeonato Panamericano de Triatlón de 1994.

## Palmarés internacional
| Campeonato Mundial | Campeonato Mundial              | Campeonato Mundial | Campeonato Mundial |
| Año                | Lugar                           | Medalla            | Prueba             |
| ------------------ | ------------------------------- | ------------------ | ------------------ |
| 1990               | Cathedral City (Estados Unidos) | Medalla de plata   | Individual         |
| 1991               | Cathedral City (Estados Unidos) | Medalla de plata   | Individual         |

| Campeonato Panamericano | Campeonato Panamericano   | Campeonato Panamericano | Campeonato Panamericano |
| Año                     | Lugar                     | Medalla                 | Prueba                  |
| ----------------------- | ------------------------- | ----------------------- | ----------------------- |
| 1994                    | Mar del Plata (Argentina) | Medalla de bronce       | Individual              |